# Juan Pablo Pino
Juan Pablo Pino Puello (Cartagena de Indias, 30 marzo 1987) è un ex calciatore colombiano, ala.

## Carriera

### Club
Si fece notare in Europa durante un torneo giovanile a Tolone a 19 anni.
Nel 2007 viene acquistato dal Monaco per 3 milioni di euro; il suo debutto in Ligue 1 avviene il 10 febbraio 2007 in una partita con il PSG.
Nel 2008 viene mandato in prestito nella seconda parte della stagione al Charleroi, dove colleziona 4 presenze.
Nell'estate 2010 passa al Galatasaray.

### Nazionale
Nel 2007 ha partecipato al campionato sudamericano Under-20.

## Palmarès

### Club
- Campionato colombiano: 1

Independiente Medellín: 2004 (Apertura)
- Campionato greco: 1

Olympiakos: 2012-2013
- Coppa di Grecia: 1

Olympiakos: 2012-2013